# Mesnil-Rousset
Mesnil-Rousset è un comune francese di 111 abitanti situato nel dipartimento dell'Eure nella regione della Normandia.

## Società

### Evoluzione demografica
Abitanti censiti